# Freccia del Brabante 1985
La Freccia del Brabante 1985, venticinquesima edizione della corsa, si svolse il 31 marzo su un percorso di 172 km, con partenza a Sint-Genesius-Rode e arrivo ad Alsemberg. Fu vinta dall'olandese Adrie van der Poel della squadra Kwantum Hallen-Decosol-Yoko davanti al belga Jean-Marie Wampers e al francese Laurent Fignon.

## Ordine d'arrivo (Top 10)
| Pos. | Corridore          | Squadra              | Tempo    |
| ---- | ------------------ | -------------------- | -------- |
| 1    | Adrie van der Poel | Kwantum Hallen       | 4h18'09" |
| 2    | Jean-Marie Wampers | Hitachi-Splendor     | a 5"     |
| 3    | Laurent Fignon     | Renault-Elf          | a 8"     |
| 4    | Phil Anderson      | Panasonic            | a 15"    |
| 5    | Bruno Wojtinek     | Renault-Elf          | a 25"    |
| 6    | Ludwig Wijnants    | Tönissteiner-TW Rock | s.t.     |
| 7    | Patrick Onnockx    | Lotto-Eddy Merckx    | s.t.     |
| 8    | Benny Van Brabant  | Tönissteiner-TW Rock | s.t.     |
| 9    | Paul Haghedooren   | Lotto-Eddy Merckx    | s.t.     |
| 10   | Claude Criquielion | Hitachi-Splendor     | s.t.     |